# Jefea
Jefea là một chi thực vật có hoa trong họ Cúc (Asteraceae).

## Loài
Chi Jefea gồm các loài: